# Олетты
Олетты (каз. Өлетті) — упразднённое село в Алгинском районе Актюбинской области Казахстана. Ликвидировано в 2015 году. Входило в состав Токмансайского сельского округа. Код КАТО — 153251200.

## Население
В 1999 году население села составляло 190 человек (97 мужчин и 93 женщины). По данным переписи 2009 года, в селе проживало 106 человек (57 мужчин и 49 женщин).